# Бернардацци, Джузеппе Раймондо
Джузеппе Раймондо Бернардацци (Джузеппе Бернардацци-младший; итал. Giuseppe Bernardazzi; 2 августа 1816 или 13 августа 1816, Памбио, Тичино — 15 января 1891, Лугано, Тичино) — итало-швейцарский живописец и архитектор, работавший в России.

## Биография
Родился в 1816 году в кантоне Тичино (главный город кантона — Лугано). Изучал архитектуру в Милане в академии Брера, где в 1834 году получил диплом архитектора, после чего отправился в Санкт-Петербург, где работал с 1837 по 1858 (или 1859) год.
Джузеппе Бернардацци наиболее известен своим панорамным видом Санкт-Петербурга, написанным летом 1851 года с колокольни Петропавловского собора Петропавловской крепости. На панораме можно увидеть практически весь тогдашний Санкт-Петербург. Она выполнена на пяти склеенных друг с другом бумажных листах, акварелью, пером и тушью. Панорама через министра двора князя П. М. Волконского была поднесена императору Николаю I, который остался доволен и велел литографировать панораму. Цветные литографии с панорамы были в том же году выполнены в Париже и изданы отдельным альбомом. В 2013 году В Санкт-Петербурге было выпущено малотиражное репринтное переиздание панорамы с предисловием историка и краеведа Ф. М. Лурье.
В конце 1859 года Бернардацци вернулся на родину, где создавал виды города Лугано. Он также работал как архитектор, живописец и преподаватель рисунка и живописи. В семейном архиве Бернардацци сохранились связанные с ним наброски и документы.

## Издания
- Джузеппе-Раймондо Бернардацци. Панорама города Санкт-Петербурга. СПб.: Альфарет, 2013. — 8 c., 5 л. ил.